# 산노마루도노
산노마루도노(일본어: 三の丸殿 さんのまるどの[*])는 아즈치모모야마 시대의 여성이다.
오다 노부나가의 딸이며, 태합 도요토미 히데요시의 측실이자 전 관백 니죠 아키자네의 계실이, 노부나가의 양녀로, 똑같이 니죠 아키자네에게 측실로 시집간 "사코노카타"와는 다른 사람이라 여겨지지만, 법명이 일치하는 등 상세한 것은 불확실한 점이 많다.

## 약력
생모는 노부나가의 적남 오다 노부타다의 유모였던 지토쿠인이라고 알려져있다. 다이운인의 개산으로 쵸코인의 개조인 묘신지 56세 九天宗瑞는 외삼촌에 해당한다.
도요토미 히데요시의 측실이 되었지만, 그 경위나 시기는 알려지지 않았다. 후시미성 산노마루에 거처를 받았기 때문에 산노마루도노로 칭해졌다고 하며, 시집 간 것도 축성 시기와 같은 임진왜란 시기 일것이라는 설이 있다. 혼노지의 변 이후, 이복언니인 소오인의 남편 가모 우지사토에게 맡겨져, 그의 양녀로 삼아졌다고 하는데, 우지사토의 여동생 산죠도노도 역시 히데요시의 후궁이었으며, 아마도 함께 인질로 히데요시의 곁에 와서 측실이 된 것으로 보인다.
확실한 사료에 처음 이름이 나오는 것은 게이초 3년 (1598년) 3월, 다이고지의 꽃놀이의 서술이며, 산노마루도노는 네 번째 가마로 꽃놀이에 참가했다. 수행원은 히라츠카 타메히로, 카타기리 카츠모토로, 측실 서열로는 3위였다. 자세한 것은 다이고의 꽃놀이를 참고하기 바란다.
그 해 8월, 히데요시가 죽자 그 공양을 위해 묘신지에 쇼요인이라는 탑두를 건립하였다.
정확한 시기는 알 수 없으나, 게이초 4년 (1599년), 상이 끝났던 시기나, 이듬해 쯔음 정실을 잃은 섭관가 니죠 아키자네와 재혼했다. 게이초 7년 (1602년)에 산보인 기엔 (아키자네의 친동생)에게 나무통과 종이, 천 등을 보냈다는 기록이 있다.
게이초 8년 (1603년)에 사망했다. 법호는 韶陽院殿華厳浄春大禅定尼이다. 묘소는 교토의 묘신지이다.
묘신지 탑두 잣카인에 초상화가 남아있는데, 죽은 지 얼마 되지 않은 시기에 그려진 것으로 보이며, 호화로운 코소데의 우치카케 모습에서 당시 풍속을 짐작할 수 있다.

## 산노마루도노가 나오는 드라마
- 센고쿠츠야모노가타리 (1969년, 아사히방송, 배우 미우라 요시코)
- 여자 태합기 (1981년, NHK대하드라마, 배우 야마모토 케이코)
- 사랑에 불타는 센고쿠의 여자 ~도요토미가의 사람들이~ (1988년, TBS, 배우 혼아미 치카코)
- 토시이에와 마츠 ~카가 백만석 이야기~ (2002년, NHK대하드라마, 배우 이시하마 카나에)
- 네네 ~여자 태합기 (2009년, 테레비도쿄, 배우 이츠키 모모)